# Câu lạc bộ bóng đá Nam Định
Il Câu lạc bộ bóng đá Thép Xanh Nam Định, meglio noto come Nam Định, è una società calcistica vietnamita con sede nella città di Nam Định. Milita nella V League 1, la massima divisione del campionato vietnamita.

## Palmarès

### Competizioni nazionali
- V League 1: 3

1985, 2023-2024, 2024-2025
- Supercoppa del Vietnam: 1

2024

### Altri piazzamenti
- Coppa di Vietnam:

Semifinalista: 2023-2024

## Organico

### Rosa 2021
Aggiornata al 28 gennaio 2021.
| N. |                    | Ruolo | Calciatore               |
| -- | ------------------ | ----- | ------------------------ |
| 3  | Vietnam (bandiera) | D     | Vũ Hoàng Trà             |
| 4  | Vietnam (bandiera) | D     | Trần Đăng Đức Anh        |
| 5  | Vietnam (bandiera) | D     | Lâm Anh Quang (capitano) |
| 6  | Vietnam (bandiera) | D     | Phương Hoài Trung Hiến   |
| 7  | Vietnam (bandiera) | C     | Võ Lý                    |
| 8  | Vietnam (bandiera) | C     | Nguyễn Đình Sơn          |
| 9  | Vietnam (bandiera) | C     | Hoàng Xuân Tân           |
| 10 | Vietnam (bandiera) | C     | Trần Mạnh Hùng           |
| 11 | Brasile (bandiera) | A     | Rodrigo Dias             |
| 12 | Vietnam (bandiera) | D     | Đinh Văn Trường          |
| 14 | Brasile (bandiera) | A     | Rafaelson                |
| 15 | Vietnam (bandiera) | D     | Phùng Văn Nhiên          |
| 16 | Vietnam (bandiera) | D     | Nguyễn Hạ Long           |
| 17 | Vietnam (bandiera) | C     | Phan Thế Hưng            |

| N. |                           | Ruolo | Calciatore        |
| -- | ------------------------- | ----- | ----------------- |
| 18 | Vietnam (bandiera)        | C     | Đoàn Thanh Trường |
| 22 | Vietnam (bandiera)        | P     | Hồ Văn Tú         |
| 23 | Vietnam (bandiera)        | C     | Phạm Văn Hiếu     |
| 26 | Vietnam (bandiera)        | P     | Trần Liêm Điều    |
| 28 | Vietnam (bandiera)        | A     | Hoàng Minh Tuấn   |
| 29 | Vietnam (bandiera)        | C     | Nguyễn Đình Mạnh  |
| 30 | Vietnam (bandiera)        | C     | Vũ Thế Vương      |
| 56 | Vietnam (bandiera)        | P     | Đinh Xuân Việt    |
| 64 | Vietnam (bandiera)        | D     | Ngô Đức Huy       |
| 74 | Costa d'Avorio (bandiera) | A     | Oussou Konan      |
| 77 | Vietnam (bandiera)        | A     | Mai Xuân Quyết    |
| 98 | Vietnam (bandiera)        | C     | Phạm Minh Nghĩa   |

### Rosa 2020
Aggiornata al gennaio 2020.
| N. |                      | Ruolo | Calciatore              |
| -- | -------------------- | ----- | ----------------------- |
| 1  | Vietnam (bandiera)   | P     | Trần Lâm Điều           |
| 3  | Vietnam (bandiera)   | D     | Phạm Minh Nghĩa         |
| 4  | Vietnam (bandiera)   | D     | Trần Hữu Hoàng          |
| 5  | Vietnam (bandiera)   | D     | Lâm Anh Quang           |
| 8  | Vietnam (bandiera)   | C     | Lê Sỹ Minh              |
| 9  | Brasile (bandiera)   | A     | Rafaelson               |
| 10 | Vietnam (bandiera)   | C     | Trần Mạnh Hùng          |
| 11 | Vietnam (bandiera)   | C     | Trần Mạnh Dũng          |
| 14 | Vietnam (bandiera)   | C     | Phạm Hồng Sơn           |
| 15 | Vietnam (bandiera)   | D     | Phùng Văn Nhiên         |
| 17 | Vietnam (bandiera)   | C     | Hoàng Xuân Tân          |
| 18 | Vietnam (bandiera)   | C     | Đoàn Thanh Trường       |
| 19 | Argentina (bandiera) | A     | Gastón Merlo (capitano) |
| 20 | Nigeria (bandiera)   | D     | Emmanuel                |
| 22 | Vietnam (bandiera)   | D     | Ngô Đức Huy             |
| 23 | Vietnam (bandiera)   | C     | Phạm Văn Hiếu           |
| 25 | Vietnam (bandiera)   | P     | Đinh Quang Phán         |

| N. |                    | Ruolo | Calciatore           |
| -- | ------------------ | ----- | -------------------- |
| 27 | Vietnam (bandiera) | D     | Vũ Đức Nam           |
| 28 | Vietnam (bandiera) | A     | Hoàng Minh Tuấn      |
| 29 | Vietnam (bandiera) | C     | Nguyễn Đình Mạnh     |
| 30 | Vietnam (bandiera) | C     | Vũ Thế Vương         |
| 32 | Vietnam (bandiera) | D     | Trần Mạnh Cường      |
| 38 | Vietnam (bandiera) | D     | Lê Quốc Hường        |
| 55 | Vietnam (bandiera) | D     | Nguyễn Trung Đại Lộc |
| 56 | Vietnam (bandiera) | P     | Đinh Xuân Việt       |
| 70 | Vietnam (bandiera) | A     | Nguyễn Hải Linh      |
| 88 | Vietnam (bandiera) | D     | Nguyễn Hạ Long       |
| 96 | Vietnam (bandiera) | C     | Mai Xuân Quyết       |
| 99 | Vietnam (bandiera) | D     | Đinh Văn Trường      |